# NGC 3733
NGC 3733 is een balkspiraalstelsel in het sterrenbeeld Grote Beer. Het hemelobject werd op 14 april 1789 ontdekt door de Duits-Britse astronoom William Herschel.

## HD 100615
Vanaf de aarde gezien bevindt het stelsel NGC 3733 zich schijnbaar net ten noorden van de ster HD 100615 die echter tot het melkwegstelsel behoort. HD 100615 is een voorgrondster en kan als gidsobject fungeren voor amateurastronomen die NGC 3733 willen opsporen.

## Synoniemen
- UGC 6554
- MCG 9-19-123
- ZWG 268.55
- VV 459
- PGC 35797